# Ordonans
Ordonans – akt normatywny znany przede wszystkim z dawnej Francji, wydawanie którego przysługiwało wyłącznie królowi. Ordonanse wydawane były od czasów rządów dynastii Kapetyngów do końca monarchii. Odróżniano je od edyktów, listów patentowych, postanowień wydanych na Radzie Królewskiej, przywilejów i innych aktów monarszych. Zawierały bowiem normy generalne i abstrakcyjne, oraz obowiązywały na obszarze całego Królestwa. Nie wymagały ponownego zatwierdzenia przez kolejnego monarchę. Wraz z prawem zwyczajowym kształtowały system prawny ówczesnej Francji. Co bardzo ważne: ordonans, aby mógł wejść w życie musiał zostać zarejestrowany przez sąd w Paryżu - parlament paryski. Parlamentowi przysługiwało w tej mierze prawo remonstracji, czyli odmowy zarejestrowania aktu królewskiego.
Wykształcona od końca średniowiecza teoria przyznająca królowi Francji prawo samodzielnego (bez udziału rady królewskiej) wydawania ordonansów, obowiązujących wszystkich poddanych na terenie całego Królestwa Francji, umocniła władzę monarchów francuskich, ponieważ dała im uzasadnienie do unifikacji prawa, łamania partykularyzmów prawnych, przywilejów, a tym samym wydawania przepisów, które by poszerzały zakres ich władzy wobec mieszkańców i terytorium.
Do XVII wieku ordonanse dotyczyły z zasady zarządu państwem, wymiaru sprawiedliwości, finansów, spraw kościelnych, uniwersytetów. Potem, po ugruntowaniu się absolutnej władzy monarchy ordonansami zaczęto reformować prawo sądowe (cywilne, handlowe, karne oraz procedurę). Przykładem są ordonanse o postępowaniu karnym (1670), handlu lądowym (1673), postępowaniu cywilnym (1676), marynarce (1681), "Czarny Kodeks" (1685), darowiznach (1731), testamentach (1735), substytucjach fideikomisarnych (1747).
W XXI wieku w systemie prawnym Rumunii rozporządzenia naczelnych organów państwowych, przede wszystkim Rady Ministrów, nazywane są "ordonanțe" i niekiedy tłumaczone są jako "ordinances", czyli ordonanse. Prezydent Rumunii, zgodnie z Konstytucją Rumunii z 1990 nie wydaje "ordonansów", lecz dekrety. Rząd może również wydawać rozporządzenia nadzwyczajne w sytuacjach "awaryjnych", jako "ordonanţe de urgenţă". Odpowiadają one znanym z polskiego porządku prawnego rozporządzeniom z mocą ustawy.